# Foys See
Foys See ist ein künstlicher See in der Stadt Chittagong in Bangladesch. 

## Lage
Foys See liegt im Thana Khulshi etwa drei Kilometer nordöstlich des Stadtzentrums auf einer Höhe von 35 Meter inmitten einer bewaldeten Hügelkette, deren Hügel eine Höhe von etwa 80 Meter erreichen. Die Umgebung der Hügelkette ist dicht besiedelt, die Einwohnerdichte beträgt hier etwa 10.000 Einwohner pro Quadratkilometer.

## Geschichte
Der See wurde 1924 von der Assam Bengal Railway Authority durch das Aufstauen eines Bachs angelegt, der von den Hügeln im Norden Chittagongs herabfloss. Sein Zweck war es, die Bewohner der in der Nähe liegenden Eisenbahnersiedlung Pahartali, in der eine große Anzahl von Bahnmitarbeitern wohnte, mit Wasser zu versorgen.
Der See wurde ursprünglich Pahartali-See genannt und später umbenannt nach dem Eisenbahningenieur Foy, unter dessen Überwachung er angelegt worden war.

## Beschreibung
Der See ist stark verzweigt und erstreckt sich in schmalen Armen über mehrere ineinander übergehende Täler der Hügelkette. Eigentümer des Sees ist Bangladesh Railway, die staatliche Eisenbahngesellschaft Bangladeschs. Der Abfluss des Sees wird durch einen Kanal in ein kleines Flüsschen geleitet, das in den Golf von Bengalen mündet.
Am Südende des Sees liegt ein von der bangladeschischen Firmengruppe Concord Group betriebener Vergnügungspark, zu dem auch der See, ein Resort und ein an einem anderen Teil des Sees gelegener Wasserpark gehört. Auch der 1989 eröffnete Zoo von Chittagong liegt am Südende des Sees, sein Eingang befindet sich direkt gegenüber dem des Vergnügungsparks.

## Bilder

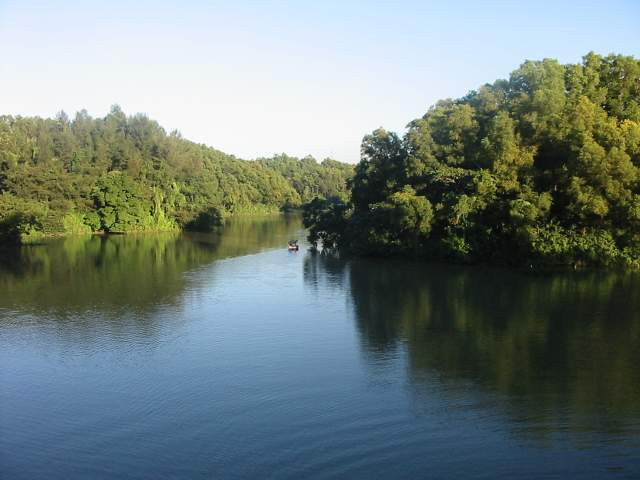
Der See
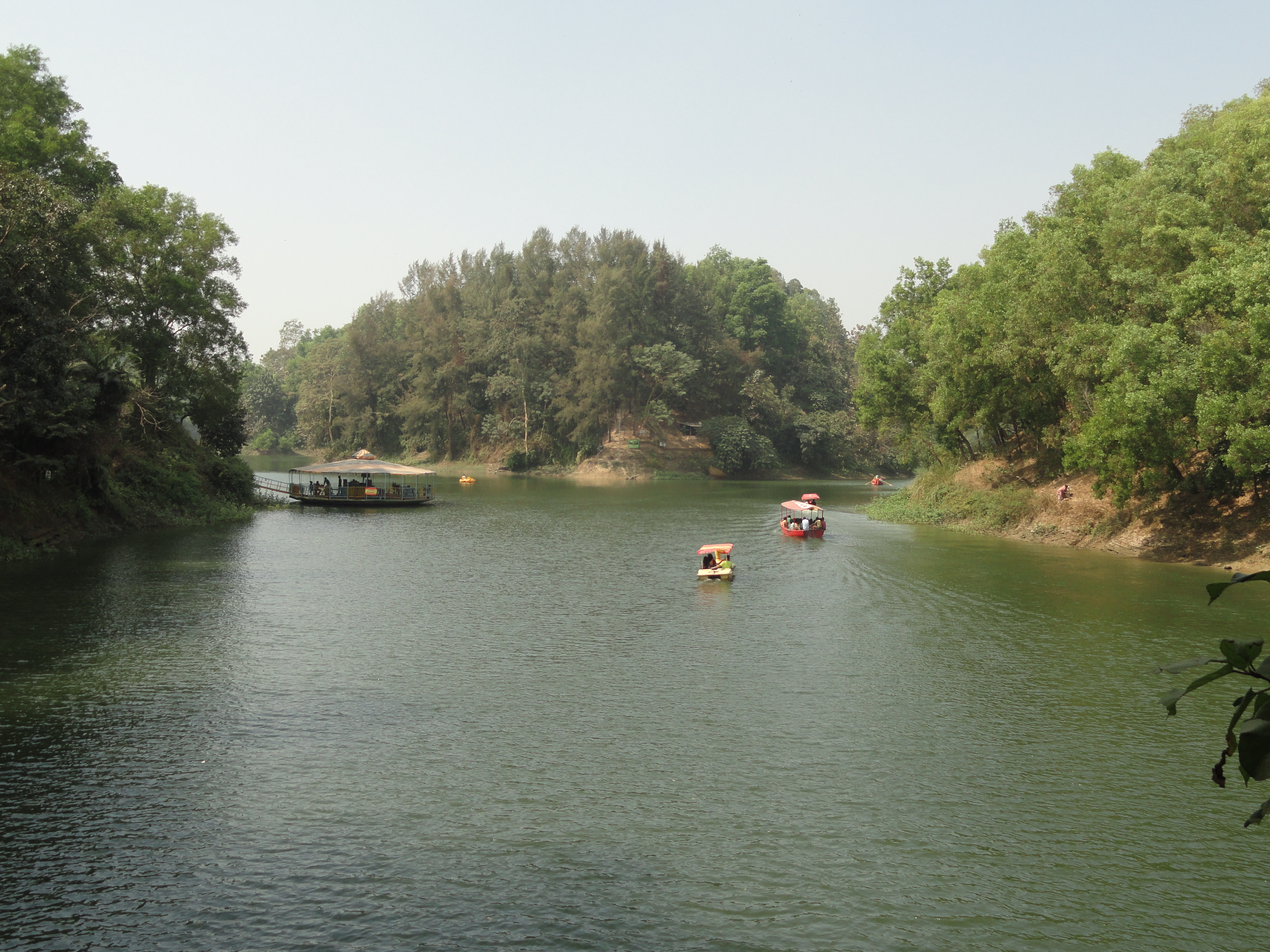
Boote auf dem See
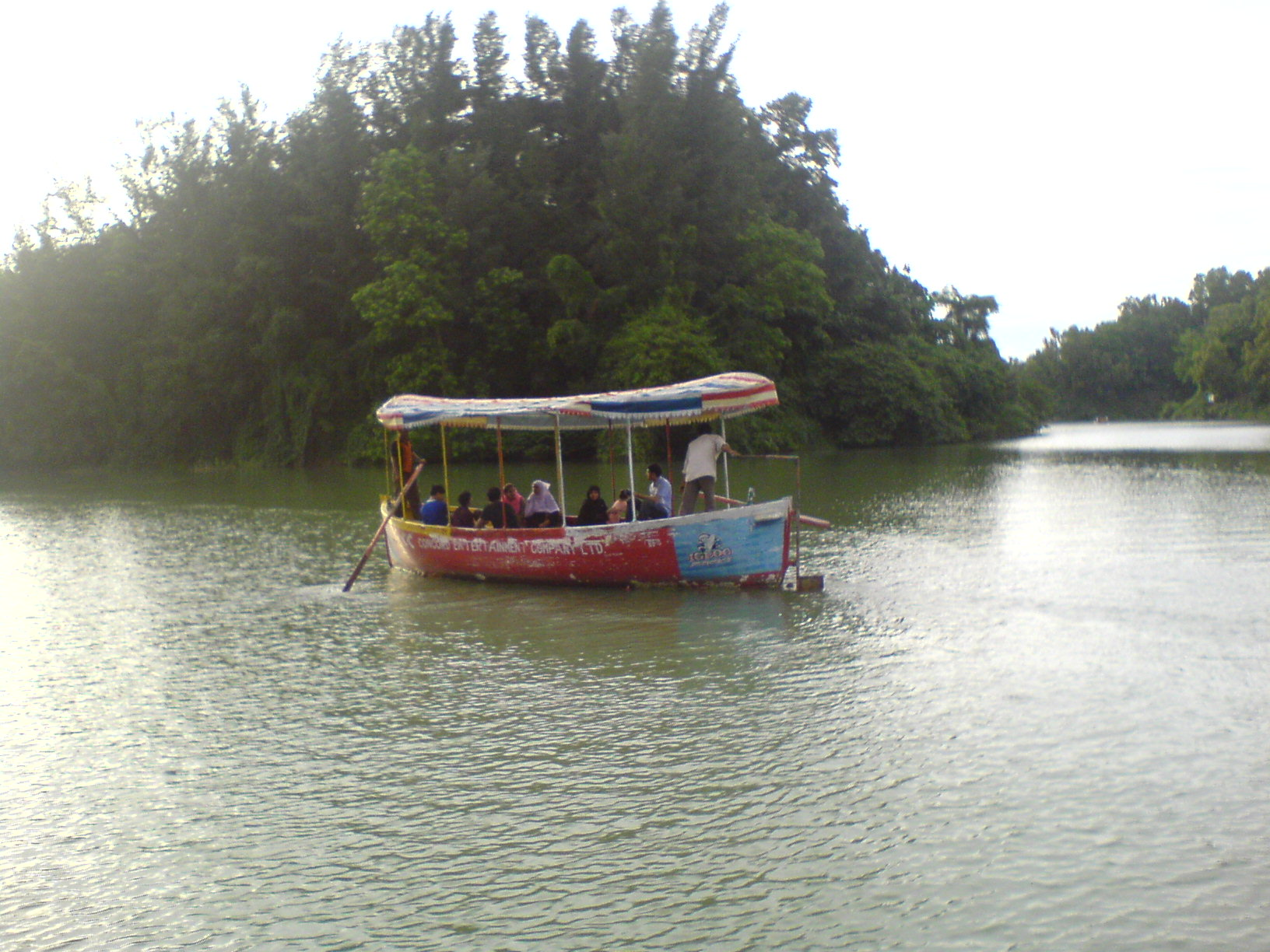
Boot auf dem See
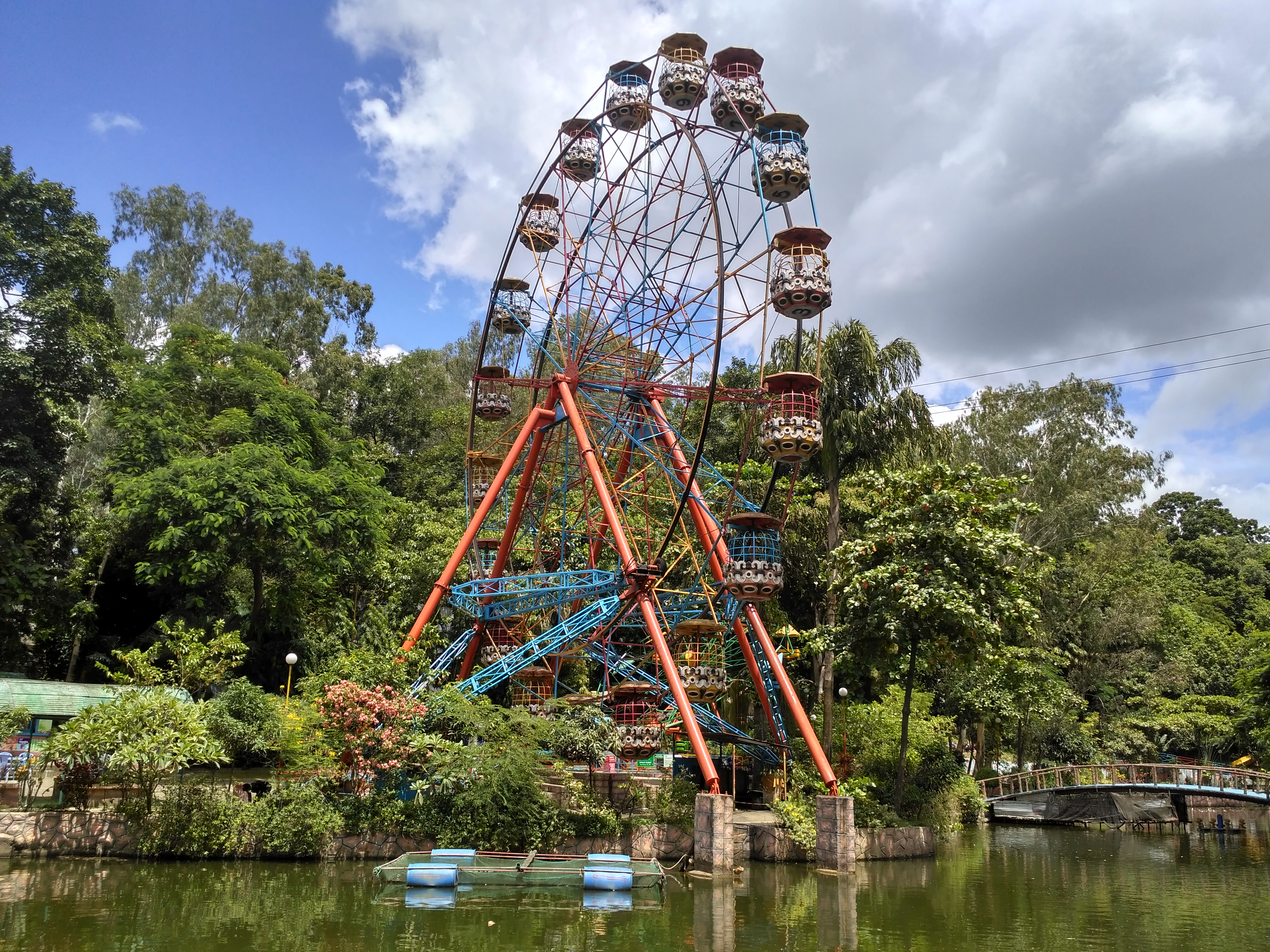
Vergnügungspark